# Serhii Kuliș
Serhii Kuliș (n. 17 aprilie 1993, Cerkasî, Regiunea Cerkasî, Ucraina) este un trăgător de tir ce a reprezentat Ucraina, medaliat olimpic. A participat la 3 ediții ale Jocurilor Olimpice (2012, 2016, 2020) în care a câștigat o medalie de argint.